# 尾形光琳
尾形 光琳（おがた こうりん、万治元年〈1658年〉- 享保元年6月2日〈1716年7月20日〉）は、江戸時代の画家、工芸家。本名は尾形 惟富（おがた これとみ）。通称は市之丞。

## 概要
尾形光琳は、江戸時代中期を代表する画家のひとりである。京都の呉服商「雁金屋」の次男として生まれ、主に京都の富裕な町衆を顧客とし、王朝時代の古典を学びつつ、明快で装飾的な作品を残した。その非凡な意匠感覚は「光琳模様」という言葉を生み、現代に至るまで日本の絵画、工芸、意匠などに与えた影響は大きい。画風は大和絵風を基調にしつつ、晩年には水墨画の作品もある。大画面の屏風のほか、香包、扇面、団扇などの小品も手掛け、手描きの小袖、蒔絵などの作品もある。また、実弟の尾形乾山の作った陶器に光琳が絵付けをするなど、その制作活動は多岐にわたっている。
放埓で無責任な性格ながら、貴族的・高踏的また都会的な芸術家としてのプライドは生涯忘れずにいた。40代になって画業に身を入れ始めたのは経済的困窮と、恋人たちや妻への見栄が一因であったと考えられている。形態による音楽を明確に意識した大画面の装飾的な屏風絵を得意とし、瀟洒な水墨画まで作風は多彩だが、どの作品にも都市的な感覚と意匠があふれている。
近代の富岡鉄斎のように、絵を描ける平面であれば紙・絹・板・着物・硯箱・焼き物など何でも自身の領分であると考えていたようであり、彼独特の雅かつ明快なセンスが発揮されたものが多く残されている。弟の尾形乾山も、兄は何を描いてもそれが即模様になっているところが並の絵師とは違っていて、仁清と光琳が自分の師であると書き残している。

## 生涯

### 尾形家と呉服商雁金屋
尾形家の祖先伊春は、足利義昭に仕える上級武士であったといわれるが、正確なところはわからない。伊春の子・尾形道柏（光琳の曽祖父）の代に染色業を始めたという。道柏の夫人は本阿弥光悦の姉であり、光悦と光琳は遠い姻戚関係にあることになる。道柏の子・宗柏は光悦流の書をよくする風流人であった。呉服商雁金屋は慶長年間には高台院、淀殿、徳川家康、徳川秀忠および同夫人の江など当代一流の人物を顧客としていたが、宗柏の時代には東福門院（徳川秀忠娘、後水尾天皇中宮）の用を務めるようになった。宗柏の末子で、雁金屋の後継ぎとなったのが光琳・乾山兄弟の父である尾形宗謙（1621年 - 1687年）だった。この宗謙も光悦流の書をよくし、絵も描くという多趣味な人物だった。
光琳は宗謙の次男として万治元年（1658年）に生まれた。宗謙の38歳の時の子である。初名を惟富（これとみ）、通称を市之丞といった。5歳下の弟・権平が後に画家、陶芸家として知られるようになる乾山である。当時のファッションの先端だった呉服商に生まれた光琳は当然のようにそこからデザインの影響を大きく受けており、少年時代から能楽、茶道、書道、日中の古典文学などに親しんだこともよく知られている。絵はもともとは趣味として狩野派の流れをくむ山本素軒に師事したとされるが、その時期等はくわしくわかっていない。乾山によれば光琳は絵にこそ自分の天分があるといつも言っていたという。
雁金屋の経営は、年間5000両以上も発注し最大の得意先だった東福門院の崩御（延宝6年（1678年））を期に傾きつつあった。また、米を担保に大名に金子を融資する「大名貸し」を行って、その多くが貸し倒れになったことも雁金屋の経営悪化に拍車をかけた。こうした中で光琳30歳の貞享4年（1687年）、宗謙が死去し雁金屋は兄・藤三郎が継いだ。この頃、生来遊び人であった光琳は遊興三昧の日々を送って、相続した莫大な財産を湯水のように使い果たし、乾山からも借金するようなありさまであった。光琳が画業に傾注したのはこのような家業の経営難で激減した収入を絵で補うという面が大きく、追い詰められた後の最後の選択肢として絵の道を志したわけであった。

### 画業の開始
光琳は30歳代前半に光琳と改名。「光琳」の名が史料上確認できるのは35歳の元禄5年（1692年）が初見である。44歳の元禄14年（1701年）には法橋の位を得ている（「法橋」は本来は高僧に与えられる僧位のひとつだが、後に絵師、仏師などにも与えられるようになった）。光琳の作品には制作年代を確定できるものは少ないが、多くの作品に「法橋光琳」の落款が見られることから、彼が本格的な絵画を制作したのは法橋位を得た44歳以後、59歳で没するまでの十数年間だと推定されている。光琳の代表作のひとつ『燕子花図』（かきつばた ず）屏風は、彼の作品中、比較的初期ものとされている。この屏風には「法橋光琳」の落款があるが、「法橋」の2字は別人による書き入れとする説が有力で、この説にしたがえば、『燕子花図』は光琳の法橋位受領以前の作品となる。
|                                |  |
| 『燕子花図』（根津美術館所蔵） |  |

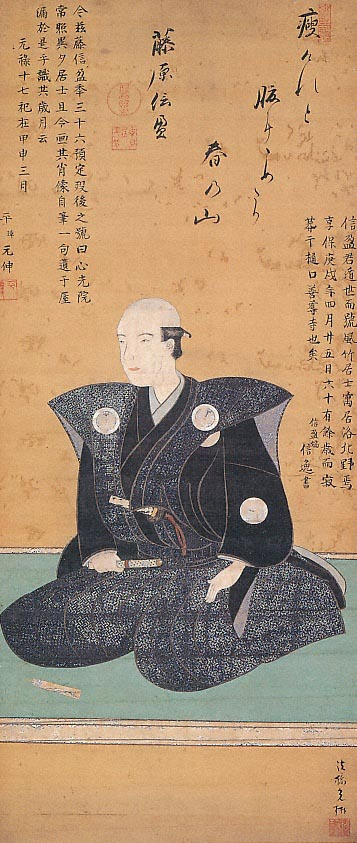
中村内蔵助像（光琳作）

光琳は公家、大名、役人など、多くのパトロンをもっていた。五摂家のひとつ、二条家の当主で摂政・関白を務めた二条綱平の屋敷にはたびたび出入りしていることが記録からわかり、前述の法橋位が与えられたのも、綱平の推挙によるところが大きかったと推測されている。また、京都の銀座（貨幣鋳造所）の役人で裕福であった中村内蔵助（1669年 - 1730年）とも親交があり、光琳は内蔵助の肖像画（現存、大和文華館収蔵）を描いている。光琳は中村内蔵助の娘を引き取って数年間養育し、その娘は後に光琳の息子と結婚するなど、光琳と内蔵助の関係は単なるパトロン、援助者という以上のものがあったようである。紅白梅図屏風の性的な解釈で有名な小林太市郎は、「光琳と乾山」（『世界の人間像』第7巻、角川書店）の中で、「内蔵助が光琳の愛人たることは毫もうたがう余地がない」と断定的に推測した。

### 江戸下向と帰洛
光琳は江戸詰となった中村内蔵助を頼り、宝永元年（1704年）頃、江戸へ下った。この頃の光琳は相変わらず経済的には貧窮していたようである。江戸では姫路藩主・酒井家から扶持を得、また、津軽家や豪商の三井家、住友家、冬木家（江戸深川の豪商）などともつながりがあった。現存する「冬木小袖」（東京国立博物館収蔵）は、光琳が手描きで秋草文様を描いた小袖で、冬木家に伝来したものであり、『紅白梅図』屏風（MOA美術館収蔵）は津軽家に伝来したものである。

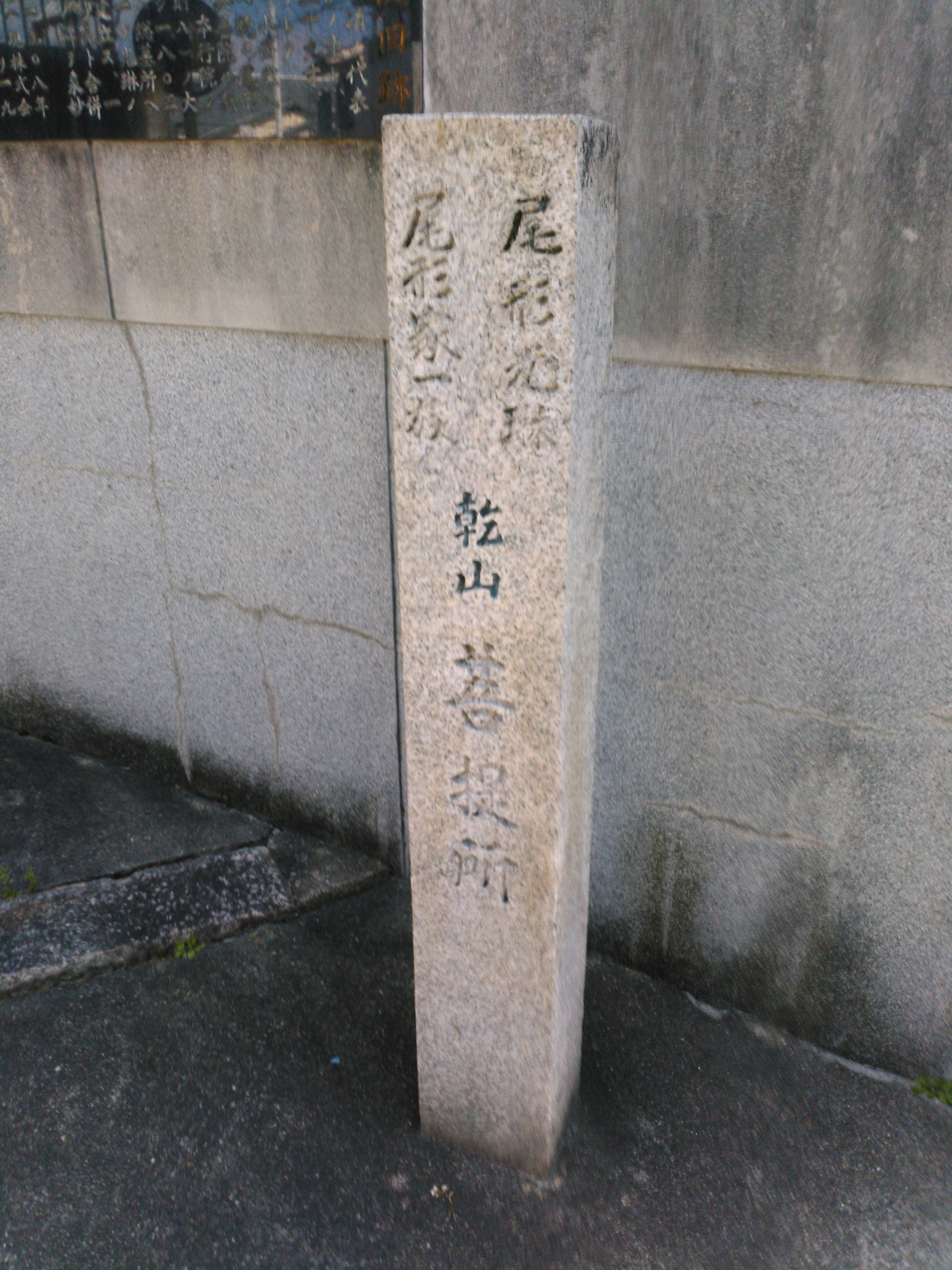
尾形光琳・乾山 菩提所石碑（妙顕寺塔頭・泉妙院、京都市）

光琳は5年ほど江戸に滞在した後、宝永6年（1709年）に京都へ戻っている。正徳元年（1711年）には京都の新町通り二条下ル（二条城の東方）に新居を構え、ここで制作した。この屋敷については建築当時の図面等の資料が残されており、静岡県熱海市のMOA美術館構内に「光琳屋敷」として復元されている。光琳の代表作のひとつである『紅白梅図』屏風は晩年の作とされ、この屋敷の2階の画室で描かれたと推定される。
死の3年前の正徳3年（1713年）には、長男の寿市郎に宛てて今日の遺言書に相当する書を書いているが、その文中に光琳は「相究タル家業モ之レ無ク」と書いている。このことから、光琳が画業を「家業」と見なしておらず、しっかりした家業がないため、息子の寿市郎を他家へ養子に出す決心をしたことがわかる。

## 代表作
光琳の作品には、制作年代のはっきりわかる作品は少なく、画風や、画面に捺されている印章などから制作年が推定されている。
光琳と並び称される俵屋宗達は、生没年未詳の人物で、直接的な師弟関係はない。しかし、光琳の絵には『風神雷神図』『槙楓図』のように宗達の原画に基づいて描かれたものがあることから、光琳が宗達に学ぶ意識のあったことは間違いない。ただ、光琳の作品には、宗達工房や宗雪工房など宗達亜流の作品からの影響が強いことは留意する必要がある。また、江戸下向時代は雪村の絵に感銘を受けたらしく、模写した作品が何点か残っている。

### 絵画

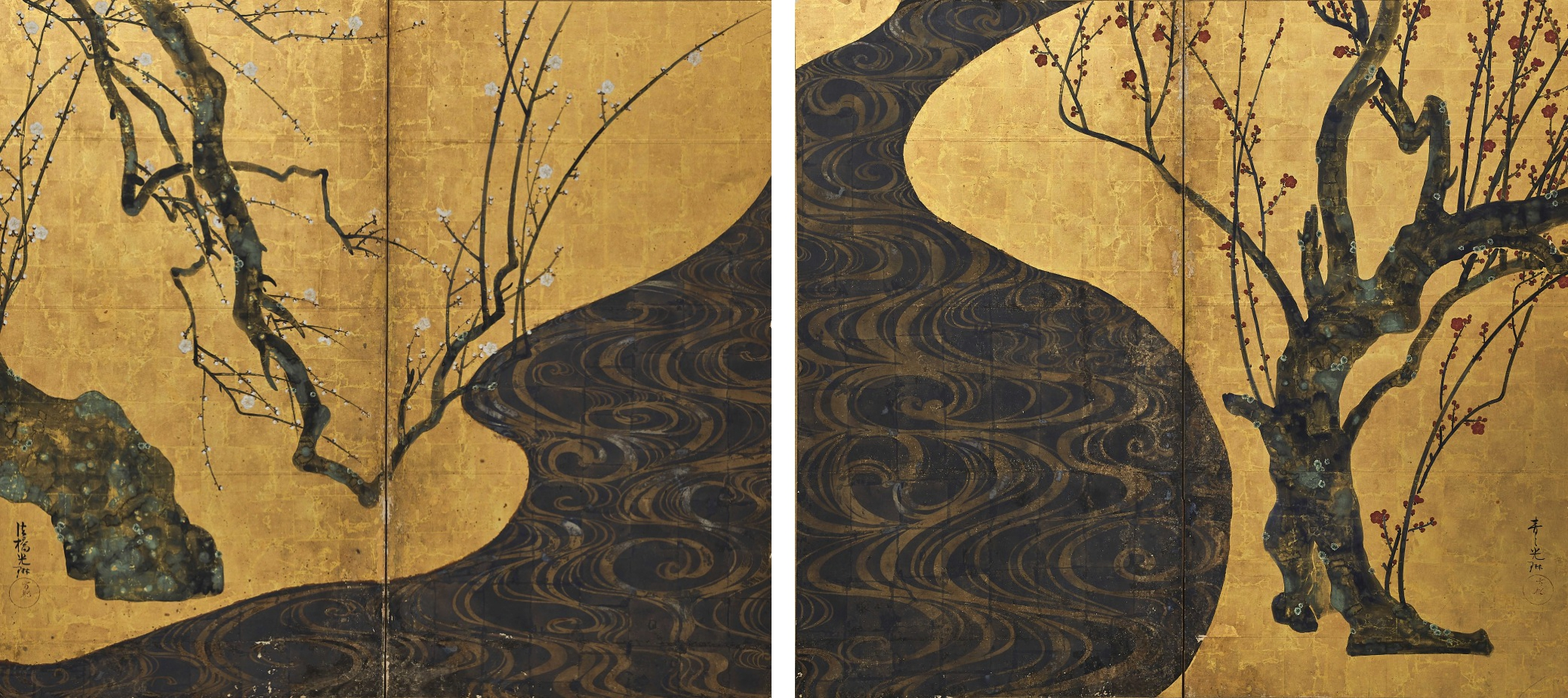
紅白梅図屏風（MOA美術館）

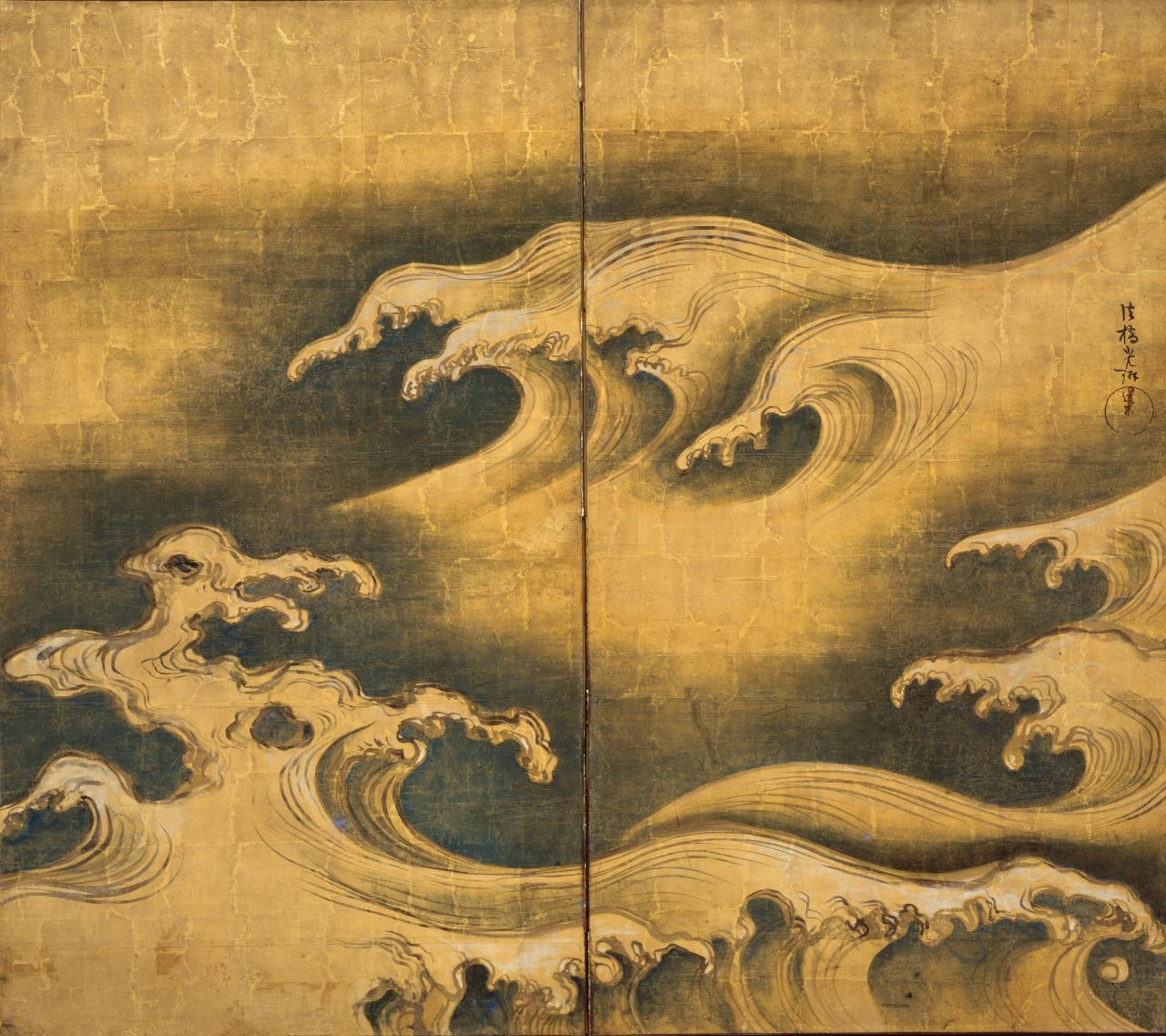
波濤図屏風（メトロポリタン美術館）

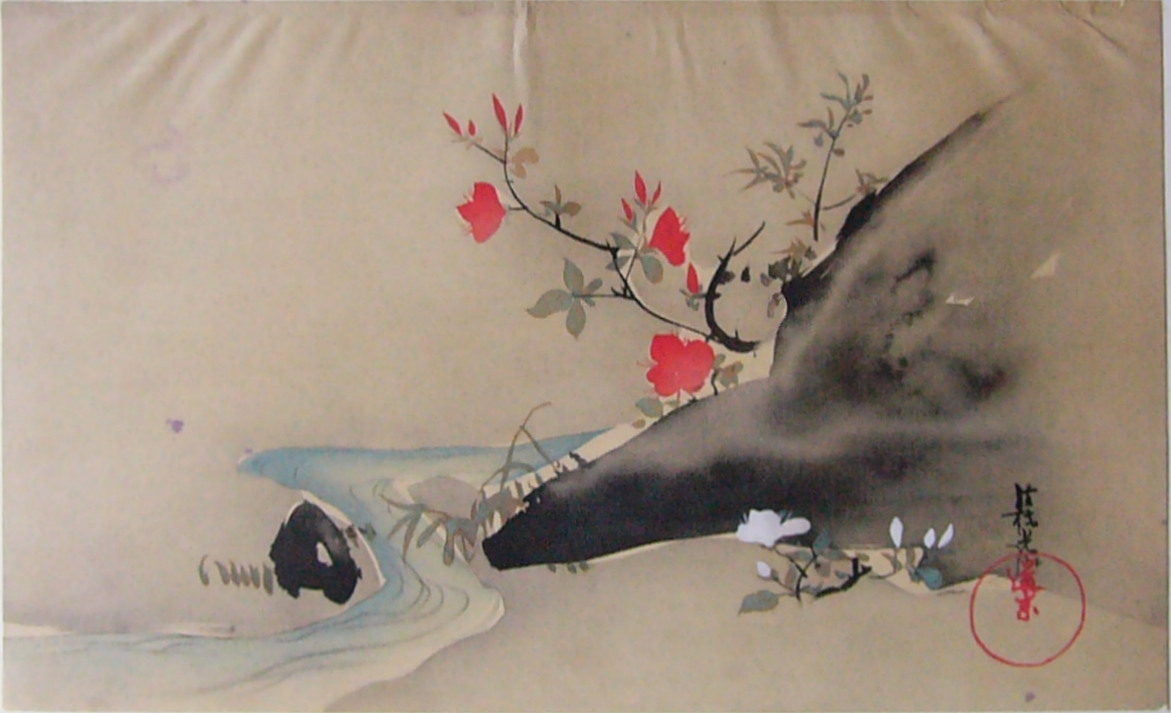
躑躅図

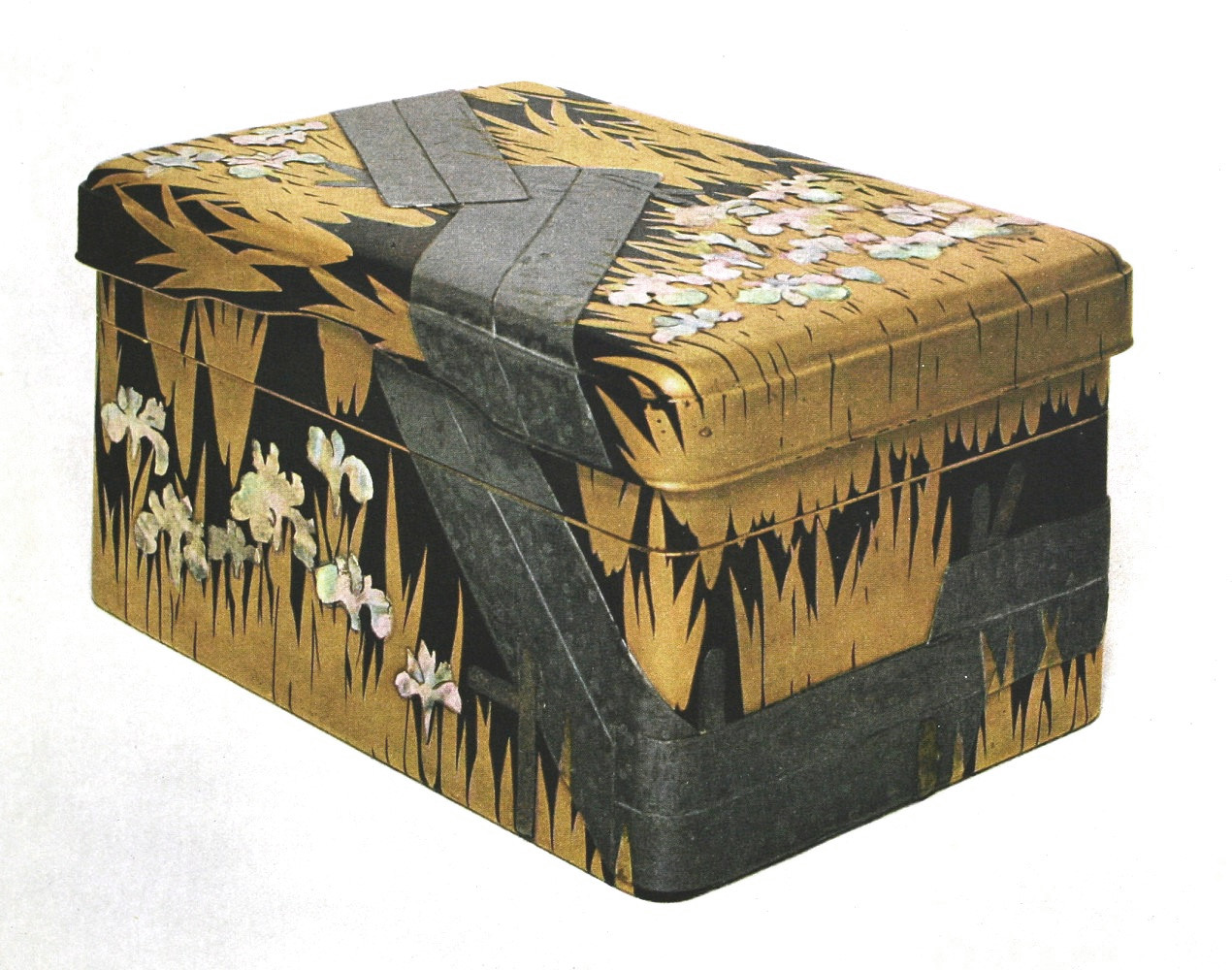
八橋蒔絵螺鈿硯箱

- 『燕子花図』、六曲屏風一双、根津美術館、国宝
- 『中村内蔵助像』、大和文華館、宝永元年（1704年）、重文
- 『太公望図』、京都国立博物館、重文[3]
- 『四季草花図巻』、個人所有、宝永2年（1705年）
- 『八橋図』、六曲屏風一双、ニューヨーク メトロポリタン美術館
- 『波濤図屏風』、二曲屏風一隻、ニューヨーク メトロポリタン美術館
- 『風神雷神図屏風』、二曲屏風、東京国立博物館、重文（俵屋宗達の風神雷神図を模したもの）[4]
- 『夏草図』、二曲屏風、根津美術館
- 『孔雀葵花図』（くじゃく きか ず）、二曲屏風、アーティゾン美術館、重文
- 『槙楓図』（まき かえで ず）、六曲屏風一隻、東京藝術大学大学美術館、重文

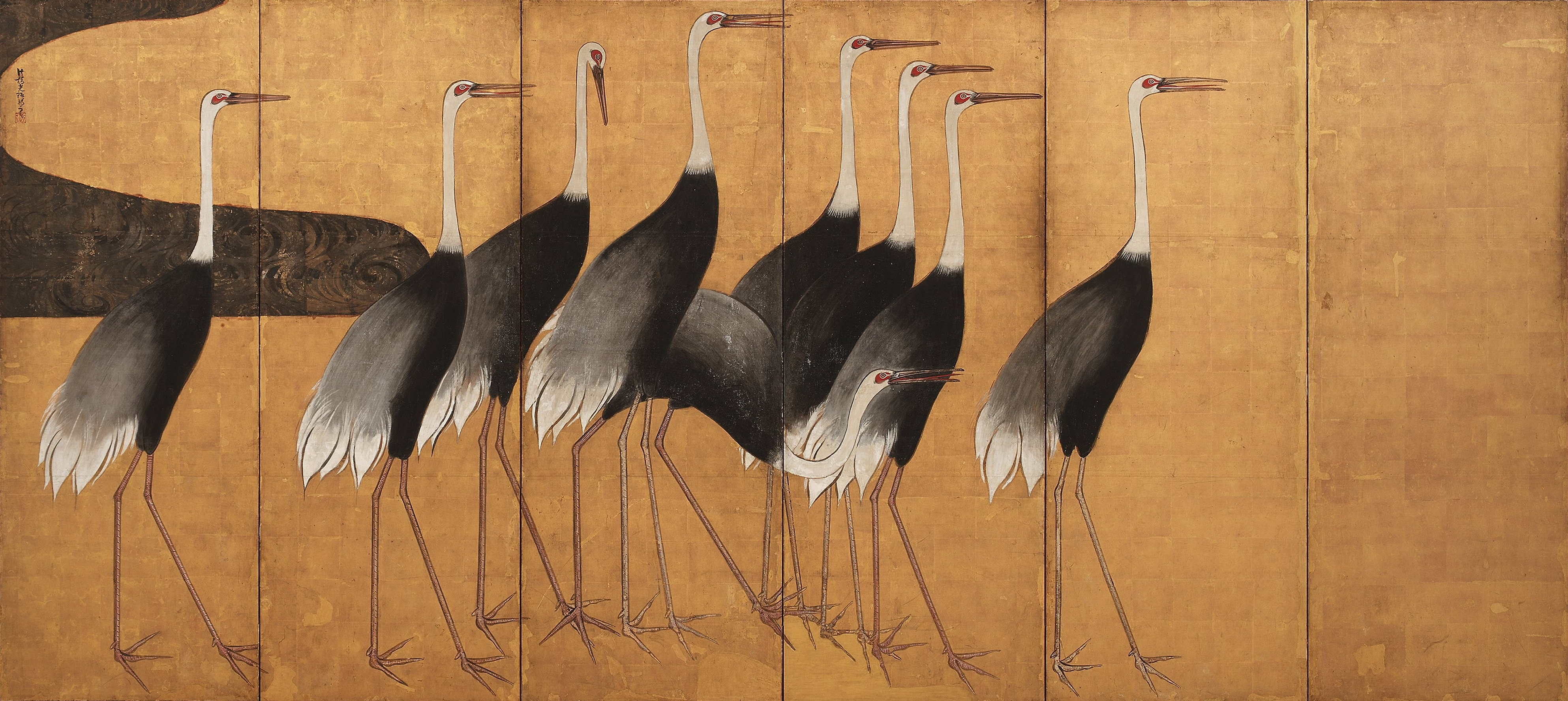
群鶴図屏風

- 群鶴図屏風『群鶴図』、六曲屏風、ワシントンフリーア美術館
- 『躑躅図』（つつじ ず）、畠山記念館、重文
- 『竹梅図』、二曲屏風一隻 墨画 東京国立博物館、重文[5]
- 群鶴図屏風『維摩図』（ゆいま ず）、墨画、個人所有、重文
- 『秋好中宮図』、MOA美術館

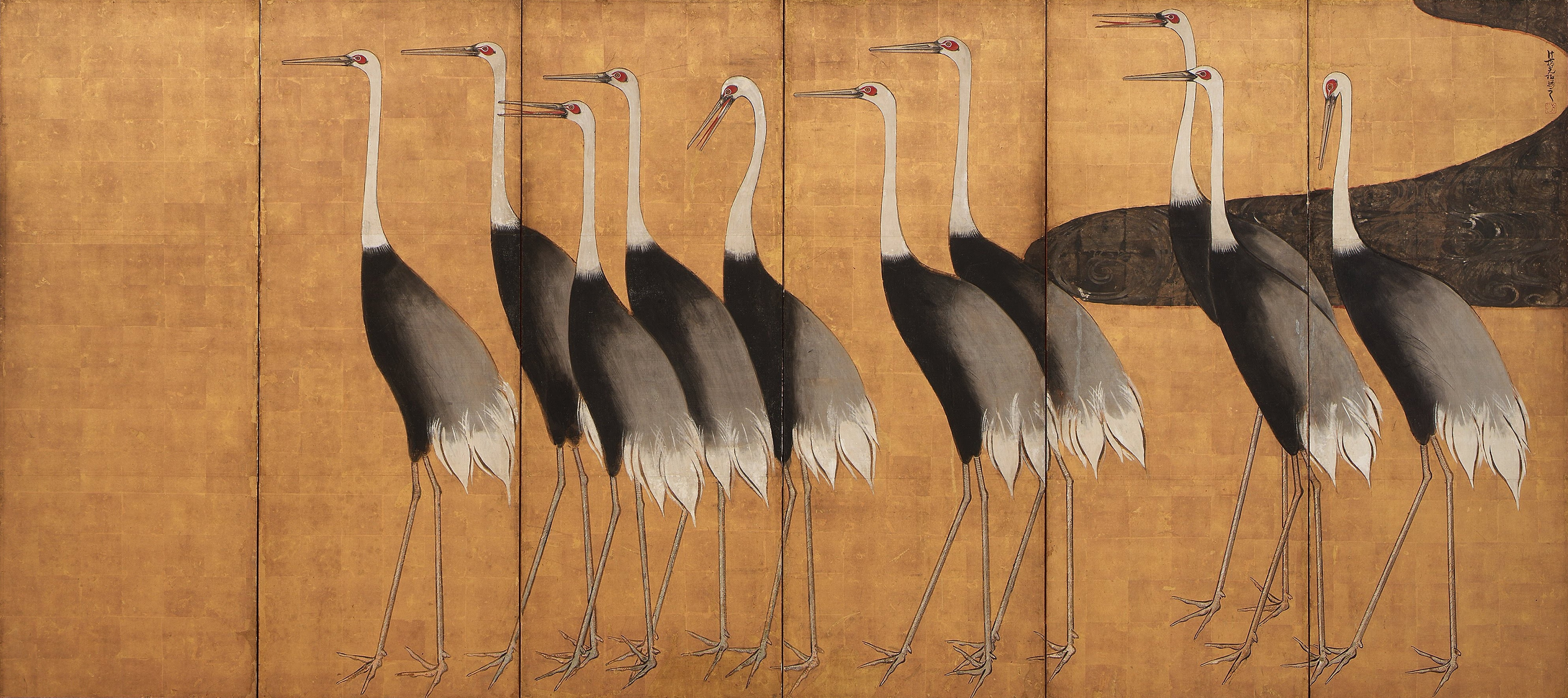
群鶴図屏風

- 『紅白梅図』、ニ曲屏風一双、MOA美術館、国宝
- 『松島図』、六曲屏風一隻、ボストン美術館
- 『菊図屏風』、六曲屏風一双、岡田美術館

『紅白梅図』屏風の金地（金色の背景）について、2003年から翌年にかけての東京文化財研究所の蛍光X線による調査の結果、金箔を貼ったものではなく、金泥（金粉を膠で溶いた絵具）を使って描き、金箔の継ぎ目（箔足）をわざわざ描き出していた可能性が指摘された。一方、2011年のMOA美術館らの発表によれば、X線回折法による再調査により、やはり金箔を貼ったものという調査結果が出たとしており、本屏風の制作技法については、なお議論が続いている。中央の川は銀地に金泥を塗った上に硫黄をまぶして銀を黒く変色させるという技法を使っている。また、現在は白梅と認識されている梅は本来は桃色であったが、有機染料で描いたために褪色してしまっている。

### 工芸品
- 『八橋蒔絵螺鈿硯箱』、東京国立博物館、国宝
- 『白綾地秋草模様小袖』（冬木小袖）、東京国立博物館、重文
- 『寿老図六角皿』、尾形乾山作陶・光琳絵付け、大倉集古館、重文
- 『銹絵松鶴図六角皿』、尾形乾山作陶・光琳絵付け、個人蔵、宝永7年（1710年）、重文
- 『銹絵観鴎図角皿』、尾形乾山作陶・光琳絵付け、東京国立博物館、重文

工芸品のうち螺鈿は本阿弥光悦の光悦蒔絵と同じ系統で、厚手の貝を使用しているが、鏨（たがね）による輪郭線を効果的に利用するなど、より華麗な表現を行っている。

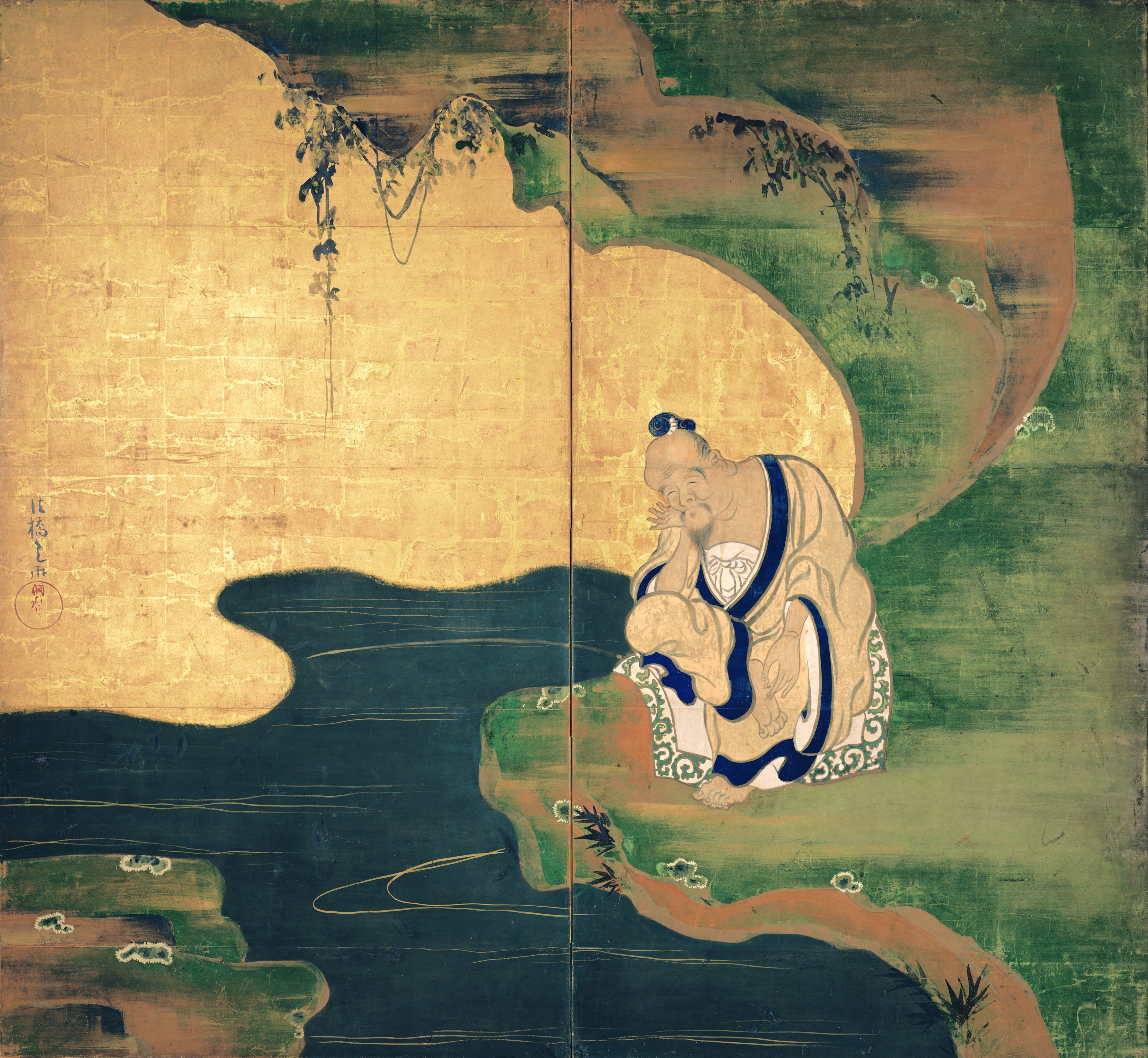
太公望図 京都国立博物館
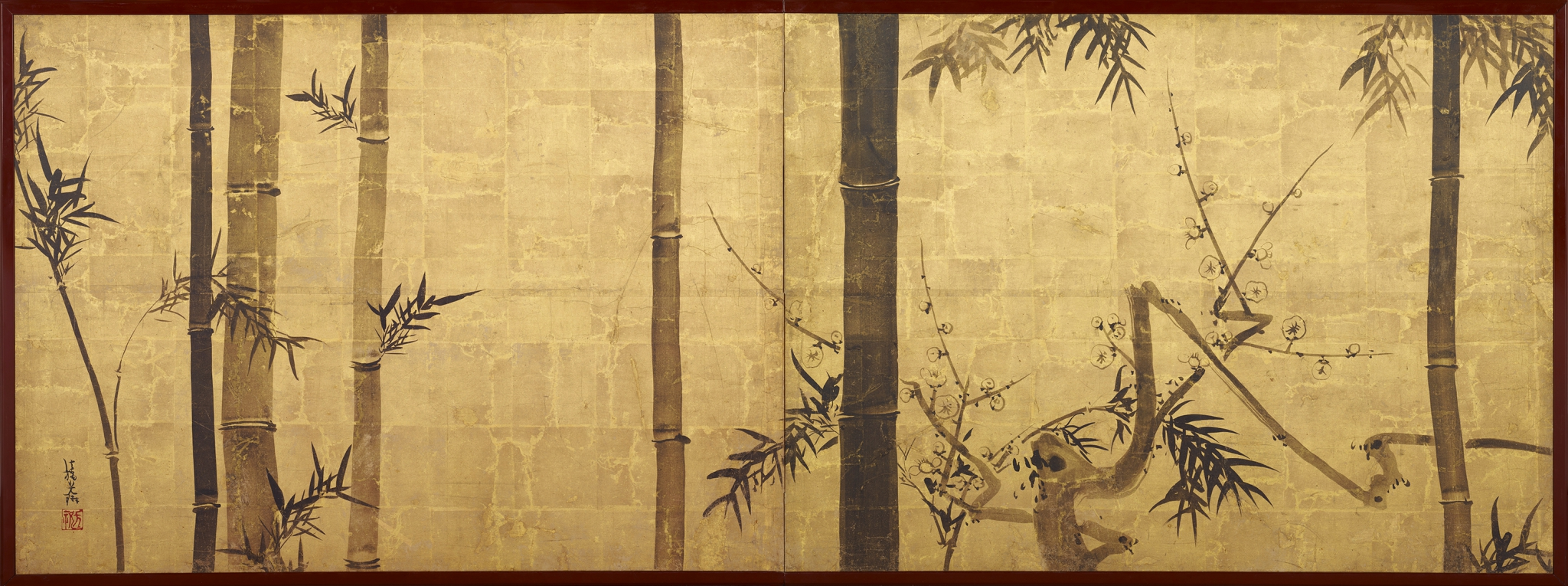
竹梅図 東京国立博物館
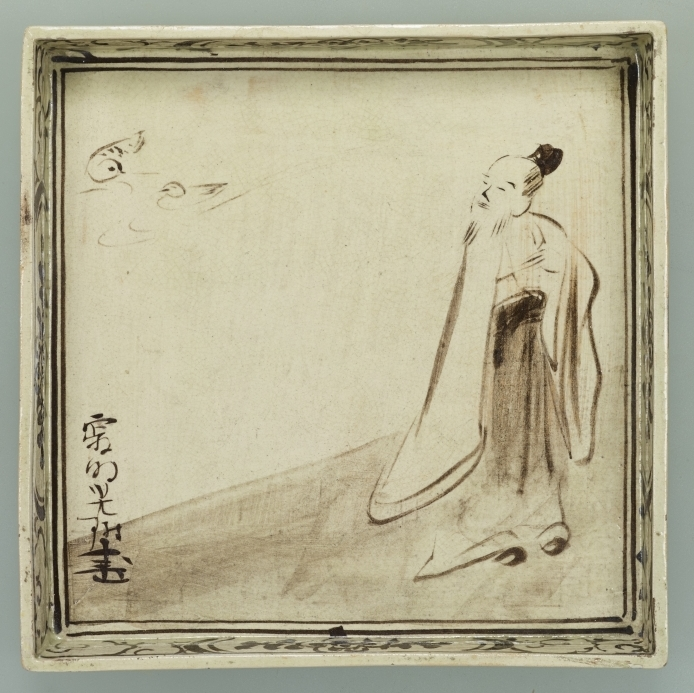
銹絵観鴎図角皿　尾形乾山作・尾形光琳絵付け

## 小西家資料
光琳の長男・寿市郎の養子先の小西家には、光琳および雁金屋に関する文書・史料がまとまって保管されていた。これらは「尾形光琳関係資料」として重要文化財に指定されている（大阪市立美術館と京都国立博物館に分かれて所蔵）。この中には光琳の父・宗謙の遺書、光琳本人の遺書などの文書類のほか、『鳥獣写生帖』などの光琳の写生帖、画稿、意匠図案集などが多数含まれており、光琳の生涯および作品を研究するうえで貴重な資料である。画稿の中には光琳の作品としては唯一のものとされる美人図が含まれる。

## 関連作品
※主要人物作品のみ
小説
- 雁金屋草紙（鳥越碧） - 1990年「第1回時代小説大賞」受賞作品

テレビドラマ
- 第1回時代小説大賞 雁金屋草紙（1991年3月19日、松竹、朝日放送創立40周年記念番組） - 演：藤竜也

## テレビ番組
- 歴史秘話ヒストリア 天才か？ドラ息子か？～尾形光琳 風神雷神図に挑む～（2015年11月18日、NHK）[11]

## 参考資料
- 大石慎三郎『江戸時代』中央公論社〈中公新書〉、1977年8月。ISBN 4-12-100476-0。
- 平山郁夫他 『水墨画の巨匠6 宗達・光琳』 講談社、1994年 ISBN 4-06-253926-8
- 『新潮日本美術文庫8 尾形光琳』 新潮社、1996年 ISBN 4-10-601528-5
- 仲町啓子 『もっと知りたい尾形光琳 生涯と作品』 東京美術、2008年 ISBN 978-4-8087-0850-4